# 聖使徒堂 (曼哈頓)

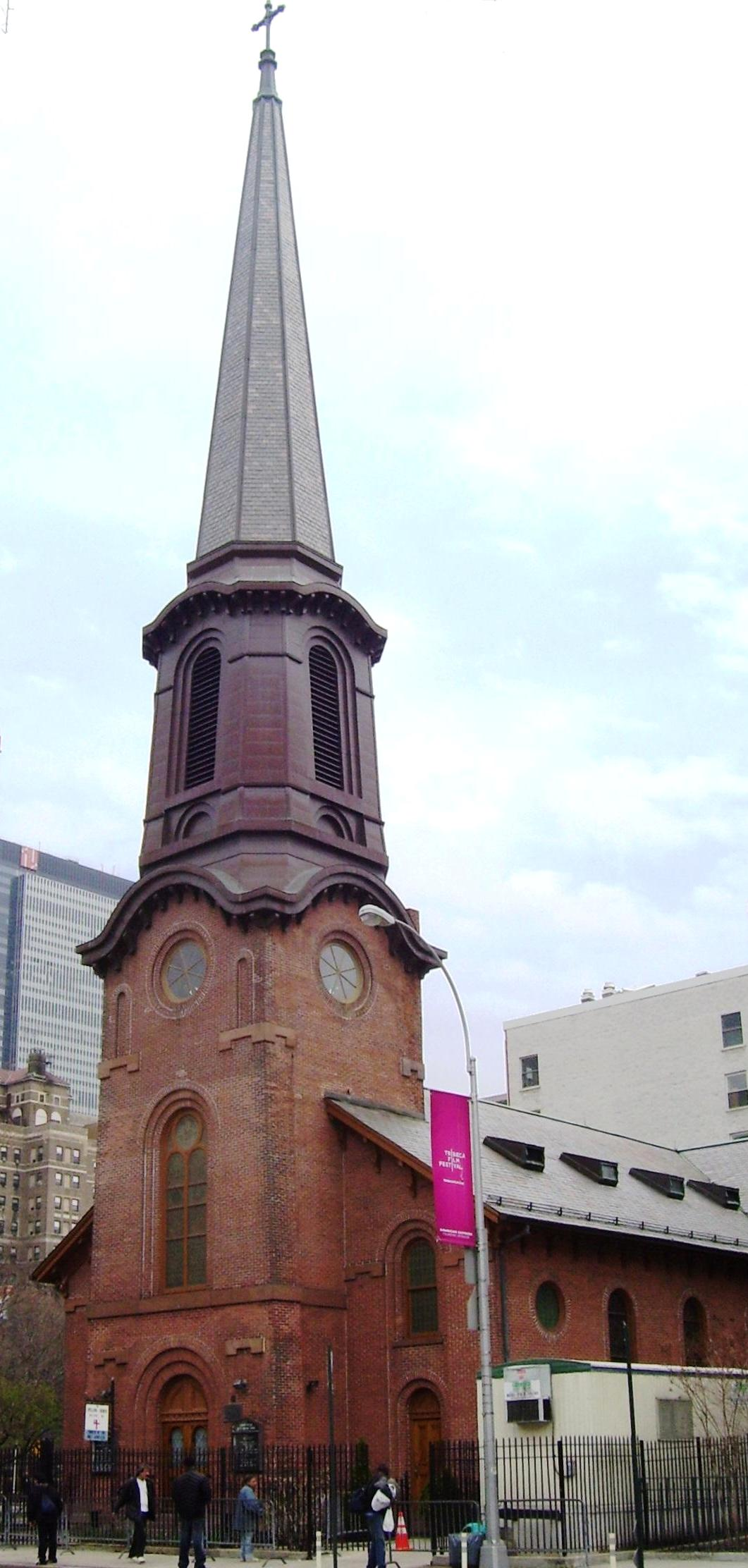
聖使徒堂

聖徒教堂（英語：Church of the Holy Apostles）是美國紐約市切爾西地區的一座美國聖公會的教堂，位於第九大道296號和第28街的路口。聖徒教堂興建於1845年至1848年，是紐約市地標和國家史跡名錄建築之一。

## 外部連結
- 维基共享资源上的相關多媒體資源：聖使徒堂
- 官方网站